# Жоао Моутиньо
Жоао Моутиньо е португалски футболист на Брага.

## Биография
Жоао Моутиньо е роден на 8 септември 1986 година в град Портимао, Португалия. Главно играе като централен полузащитник, изпълнява функции на дефанзивен и офанзивен халф и играе по фланговете. 